# 집금소
집금소는 조선민주주의인민공화국 군 행정위원회 산하 부서이다. 조선민주주의인민공화국은 2005년 자국 세금의 효율적인 징수를 위해 새로 신설하였다.

## 징수 방법
대한민국 통일부 내부 자료에는 집금소가 어떻게 주민들에게 세금을 걷는지에 대해 나와 있다. 함경북도 무산군에서는 군 행정위원회 소속 인원 30명이 토지 사용료·시장판매 이윤세·전기료·수도료·TV 수신료를 소속 주민들에게 부과한다. 집금원은 이들의 명령을 받아 주민들에게 직접 돈을 걷는다. 이 세금들 중 시장판매 이윤세는 시장관리인이 집금원 대신 징수한다.

## 같이 보기
- 대한민국 국세청